# (37159) 2000 WX
2000 دابليو أكس (ويعرف أيضًا باسم (37159) 2000 دابليو أكس وفق تسمية الكوكب الصغير) (بالإنجليزية: 2000 WX)‏ هو كويكب ضمن حزام الكويكبات؛ وترتيبه 37159 من حيث الاكتشاف.
اكتُشف هذا الجُرم الفلكي بواسطة William Kwong Yu Yeung ‏ في 17 نوفمبر 2000.

## وصلات خارجية
- (37159) 2000 WX في قاعدة بيانات مختبر الدفع النفاث لأجرام النظام الشمسي الصغيرة

- الاكتشاف · مخطط المدار ·  العناصر المدارية · المعلمات المادية

- (37159) 2000 WX على موقع ويكي سكاي: DSS2, SDSS, GALEX, IRAS, Hydrogen α, X-Ray, Astrophoto, Sky Map, Articles and images